# Jean-François de Saint-Lambert
Jean François de Saint-Lambert (Nancy, 26 de dezembro de 1716 - Paris, 9 de fevereiro de 1803) foi um poeta, filósofo e oficial militar francês.

## Biografia
Saint-Lambert nasceu em Nancy e foi criado na propriedade de seus pais em Affracourt, uma vila em Lorena perto de Haroué, sede da família Beauvau, com quem tinha laços estreitos. Ele estudou na universidade de Pont-à-Mousson, mas depois passou vários anos em casa se recuperando de uma doença não identificada. Ele frequentemente se queixava de problemas de saúde, mas participou de campanhas militares.
Saint-Lambert começou a escrever poesia na adolescência e pertencia ao círculo social de Françoise de Graffigny em Lunéville. Em outubro de 1733, ele já havia começado a trabalhar em As Estações, sua principal obra poética, que não foi impressa até 1769.
Saint-Lambert passou o inverno em Lunéville em 1745-46 e, de acordo com François-Antoine Devaux, ele se tornou naquela época amante da Marquesa de Boufflers.
Durante o inverno de 1747-48, Voltaire e sua comitiva fixaram residência em Lunéville. Saint-Lambert logo iniciou uma ligação com a amante do grande escritor, Émilie du Châtelet. Ela estava na casa dos quarenta anos de idade e tinha muitos amantes, mas sucumbiu a uma paixão louca por Saint-Lambert e engravidou de seu filho. O bebê, uma menina chamada Stanislas-Adélaïde Du Châtelet, nasceu em 4 de setembro de 1749, no que a princípio pareceu um parto fácil; mas Émilie contraiu febre e morreu em 10 de setembro. A criança morreu em Lunéville em 6 de maio de 1751.
Émilie foi uma mulher brilhante e culta, conhecida em toda a Europa por sua tradução de Newton. Seu caso de amor e gravidez criaram escândalo e inspiraram sátiras; sua morte foi um choque para todos. Voltaire ficou arrasado e, de acordo com seu amigo Devaux, Saint-Lambert também, que, no entanto, mudou-se para Paris por volta de 1750 e, ao que tudo indica, logo se recuperou de sua dor.
Foi nessa época que ele se deu o título de Marquês de Saint-Lambert, ao qual não tinha direito; já foi alegado que ele nem sequer era de origem nobre, mas as evidências que refutam essa acusação foram publicadas há muito tempo.
Em 1752, ele iniciou o segundo de seus dois famosos casos de amor, com Sophie d'Houdetot. Esse relacionamento se tornou notável porque em 1757, enquanto Saint-Lambert estava em serviço militar na Guerra dos Sete Anos, Jean-Jacques Rousseau de repente concebeu uma paixão louca por Sophie, sobre a qual escreveu em suas Confissões. Na mente de Rousseau, ela se identificava com uma personagem do grande romance que ele estava escrevendo, Julie, ou la Nouvelle Héloïse . No final, Sophie rejeitou Rousseau, dizendo que amava Saint-Lambert. Ela e Saint-Lambert permaneceram juntos como um casal até sua morte em 1803, passando seus últimos anos em um cordial ménage à trois com seu marido.
Saint-Lambert renunciou ao exército em 1758 e dedicou o resto de sua vida à literatura. Ele escreveu vários artigos para a Encyclopédie de Diderot, publicou um ensaio sobre "Luxo" em 1764, lançou uma edição de As Estações com uma seleção de suas outras poesias e alguns contos em 1769 e concluiu uma obra filosófica em vários volumes em 1797-98, chamada Principe des mœurs chez toutes les nations ou Catéchisme universel (Princípio da moral entre todas as nações, ou catecismo universal). Ele escreveu a seção sobre "Sião", e provavelmente também outras partes da primeira edição de L'Histoire philosophique et politique des établissements et du commerce des Européens dans les deux Indes, de Guillaume-Thomas François Raynal.
No entanto, ele e Sophie sobreviveram à maioria de seus contemporâneos, e cerca de 1,8 mil membros de uma nova geração escreveram sobre eles como relíquias de um passado lendário. O conde Louis-Mathieu Molé descreveu o lendário amante como "um velhinho vestido com um horrível roupão de algodão com um padrão de listras azuis e buquês vermelhos, um fino gorro de algodão na cabeça, usando uma bengala com um botão de ouro tão alto quanto ele para apoiar seus passos vacilantes." Chateaubriand usou o casal como símbolos de uma era desacreditada, quando escreveu que "ambos representavam as opiniões e as liberdades de uma época passada, cuidadosamente recheadas e preservadas: era o século XVIII expirado e casado à sua maneira. Era suficiente permanecer firme na vida para que as ilegitimidades se tornassem legitimidades."